# 詹姆斯·查尔斯
詹姆斯·查尔斯·迪金森（英語：James Charles，1999年5月23日—）是美国一名YouTuber、网络红人、模特儿和化妆师。他是彩妆品牌封面女郎史上第一位男性形象大使。
詹姆斯·查尔斯于1999年5月23日出生于美国纽约州的伯利恆，2017年6月毕业于伯利恒中央高中。他是一名公开出柜的男同性恋者。目前，詹姆斯拥有约1,200万美元（折合900万英镑）的个人资产。

## 职业生涯

### 网络红人
詹姆斯·查尔斯以他在YouTube开办的美妆频道而闻名，该频道创建于2015年12月1日。查尔斯的频道的最高订阅数为1,660万用户（2019年5月6日），目前为1,550万订阅用户；其频道内的视频内容目前的观看次数已经超过17亿次。 在第8届串流媒体奖中，詹姆斯·查尔斯获得了美妆类最佳频道。
2019年4月11日，詹姆斯·查尔斯成为YouTube成立以来第一位24小时订阅用户减少破百万的YouTuber。截至5月14日，他的YouTube频道已经减少了超过300万订阅用户。这主要是因为他与另一位网络名人塔缇·威斯布鲁克（Tati Westbrook）之间的公开争端所导致。这起争端导致詹姆斯在社交媒体上的形象被颠覆，并引发对他的激烈反对。但之后他的订阅用户又增加到了1500万。

### 化妆事业
2016年10月11日，年仅17岁的詹姆斯·查尔斯与凯蒂·佩芮一同成为“封面女郎”的形象大使，使得詹姆斯成为封面女郎史上第一位男性代言人。
2018年，詹姆斯与“墨菲彩妆（Morphe Cosmetics）”合作推出了一款眼影盘。2019年1月，他被邀请前往英国伯明翰开设该公司位于英国的第二家专卖店。现场吸引了约7,000名詹姆斯的粉丝到场，一度导致市中心部分地段交通堵塞。
2019年3月，詹姆斯为伊基·阿塞莉娅在歌曲《站街女》在音乐录影带中的形象化妆。他后来还在该录影带中出镜。

## 争议事件
2017年2月，詹姆斯·查尔斯针对非洲及埃博拉病毒发表一个攻击性的笑话。他随后道歉道：“我对我说过的话感到抱歉。我没有任何借口。没有人必须原谅我，但我从这次经历中学到了很多东西。我希望那些崇拜我的人可以从我的错误中汲取教训而不是重复它们。”
2017年3月，活跃在YouTube上的化妆师托马斯·哈尔伯特（Thomas Halbert）贴出了自己与詹姆斯之前的聊天记录截图，詹姆斯承认有关他的那些著名的成长故事都是伪造的。詹姆斯最初只承认他的高中毕业舞会照片是利用环形灯摆拍的，但是他在这些谈话中却承认了这些照片经过了后期编辑处理。
2019年4月，詹姆斯宣称他并非“纯男同性恋者”，并且自己在金赛量表上是5.5分。他说“（我自己）过去有过女孩，我认为她们非常……非常漂亮。（我）过去也有过跨性别男孩，我也真的……真的沉迷过他们一段时间”。这些发言引发了争议，一些人认为詹姆斯是跨性别恐惧。不久之后，詹姆斯选择了道歉。他发表声明宣称自己不是跨性别恐惧，虽然这不是他的真实意图，但他应该选择不同的词来表达他的意思。

### 塔缇绝交事件
在詹姆斯·查尔斯在2016年成为封面女郎的形象大使之前，塔缇·威斯布鲁克一直是他最持久和最有力的支持者。正是有塔缇的示范作用，詹姆斯才决定投身YouTuber这个行业；同时在詹姆斯早期运营他的美妆影片频道时，塔缇为他提供了许多建议和推荐，使他逐步成为一个受欢迎的主流频道。随着时间的推移，詹姆斯与塔缇的关系变得越发亲密，詹姆斯不仅经常出现在塔缇的VLOG中，甚至还担任了塔缇婚礼的化妆师。
詹姆斯与塔缇的争执发生在2019年的4月22日，詹姆斯在科切拉音乐节时发布了一则Instagram影片。詹姆斯在影片中推荐了某品牌的维生素补充剂，但这个品牌恰好是塔缇旗下一个品牌的重要竞品。塔缇很快也在Instagram上发布了一则影片，她表示自己很“迷茫”，因为自己遭到了她一个不愿透露姓名的朋友的“背叛”。不过很快就有网友指出这个朋友就是詹姆斯·查尔斯。
2019年5月10日，塔缇·威斯布鲁克在她的YouTube频道上传了一则名为《再见姐们（BYE SISTER ......）》的43分钟长影片。在影片里，塔缇就自己与詹姆斯的冲突进行了解释。她指出，詹姆斯·查尔斯曾由于自己的观众和粉丝主要是青少年而明确表示拒绝推荐任何维生素补充剂之类的保健品，因而塔缇对詹姆斯不愿在自己的影片里推荐塔缇旗下的维生素补充剂品牌表示理解。但是对于随后詹姆斯推荐塔缇品牌的竞品而感到愤怒，因为这款竞品不仅是塔缇最大的对手同时也是保健品，而且是对青少年更具风险的褪黑素类产品。在影片里，塔缇还指责詹姆斯试图控制他人的“性取向”，并且引诱直男与自己发生性关系。
在塔缇的影片发布8个小时之后，詹姆斯也发布了一则8分钟的影片。詹姆斯在影片里向塔缇以及她的丈夫致歉，并就自己的行为进行了解释。这部影片在短时间内收获了大量恶评，目前已经名列YouTube最不受喜欢的影片前十。
当塔缇宣布与詹姆斯绝交之后，这个网络迷因瞬间爆发，并导致在短短24小时内使得詹姆斯·查尔斯的YouTube频道订阅用户减少了100万，创下了YouTube的一个记录。并且曾经与詹姆斯有过互动的名人也纷纷在社交媒体上取消了对他的关注，这包括：金·卡戴珊、凯莉·詹娜、凯蒂·佩芮、黛米·洛瓦托、麦莉·赛勒斯、凯特琳·詹纳、伊基·阿塞莉娅、哈尔西、吉吉·哈蒂德、尚恩·曼德斯、凯西·格雷芬、艾伦·德杰尼勒斯等明星和一些知名YouTuber。同为YouTube时尚类知名YouTuber的杰弗里·斯塔尔公开支持塔缇，表示她的发言是“100%真实”。歌手莎拉·拉尔森在推特上指责詹姆斯试图勾引自己的男朋友，而推特上不少用户都表示自己曾被詹姆斯性骚扰过。

## 影视作品
| 年代   | 作品名                        | 饰演角色 |
| ------ | ----------------------------- | -------- |
| 2019年 | 《诺诺烘焙坊》                | 他自己   |
| 2019年 | 《早安美国日》                | 他自己   |
| 2018年 | 《杰弗里·斯塔尔的秘密世界》   | 他自己   |
| 2017年 | 《夏恩与朋友们》              | 他自己   |
| 2017年 | 《扎尔·顾德（Zall Good）》             | 他自己   |
| 2017年 | 《与安德莉亚·罗塞特提前道歉》 | 他自己   |
| 2008年 | 《米兰达·辛格斯秀》           | 他自己   |

### 音乐录影带
| 发行年份 | 歌曲名     | 表演歌手      |
| -------- | ---------- | ------------- |
| 2019年   | 《站街女》 | 伊基·阿塞莉娅 |